# Cilindrotòmids
Els cilindrotòmids (Cylindrotomidae) són una família de dípters nematòcers, que està relacionada estretament amb Tipulidae. Segons les darreres estimacions conté 9 gèneres i 82 espècies distribuïdes per tot el món. Alguns autors li donen rang de subfamília.

## Característiques
La majoria són grans mosquits de 11 a 16 mm de longitud i de color groguenc a marró pàl·lid. Tenen les antenes llargues i primes amb 16 segments; les ales, les potes i l'abdomen són molt llargs.

## Història natural
Les larves són fitòfagues i es troben en molses terrestres, aquàtiques i semi-aquàtiques, amb l'excepció del gènere Cylindrotoma que viuen en diverses plantes amb flors. Els adults es troben en hàbitats boscosos humits.

## Taxonomia
Els cilindrotòmids inclouen les següents subfamílies i gèneres:
- Subfamília Cylindrotominae
  - Cylindrotoma Macquart, 1834
  - Diogma Edwards, 1938
  - Liogma Osten Sacken, 1869
  - Phalacrocera Schiner, 1863
  - Triogma Schiner, 1863
- Subfamília Stibadocerinae
  - Stibadocera Enderlein, 1912
  - Stibadocerella Brunetti, 1918
  - Stibadocerina Alexander, 1929
  - Stibadocerodes Alexander, 1928